# Quimby (együttes)
A Quimby egy magyar alternatívrock-együttes, vegyes hangszereléssel, többnyire inkább rock és funky alapokkal. Epikus, sanzonos hangvételű dalok, expresszív zenei világ, erőteljes előadásmód, szimbolikus szövegvilág jellemzi, melyet helyenként népi elemekkel fűszereznek. Gyakran az ország egyik legjelentősebb koncertzenekarának nevezik. 
A zenekar 1991-ben alakult Dunaújvárosban. Kezdetben nemzetközi karrierről álmodtak, első albumuk, az 1993-as A Sip Of Story majd az 1995-ös Jerrycan Dance című lemezük angol nyelvű dalokkal jelent meg. Az 1996-os Majom-tangó című lemeztől kezdve nagyrészt magyar nyelvű dalok szerepelnek lemezeiken. 1998-ban elnyerték Az év hazai albuma díjat Diligramm című lemezükkel. 2002-ig még 3 lemezük jelent meg, majd 2003-ban a zenekar szünetre vonult, részben Kiss Tibor drogproblémái miatt.
Az együttes 2005-ben tért vissza új albummal (Kilégzés), mely elnyerte Az év hazai modern rock albuma díjat, és platinalemez lett. A Quimby innentől egyre nagyobb népszerűségre és ismertségre tett szert, részben a Csík zenekar Most múlik pontosan feldolgozása miatt is. A zenekar 15 éves jubileuma alkalmából 2006-ban kiadta a Family tugedört, majd 2009-ben két lemezt jelentettek meg, és Ajjajjaj című dalukkal, mely összesen 15 hétig vezette a Mahasz Single (track) Top 20 listáját, elnyerték Az év hazai dala díjat. A következő két lemez, a 2010-es Kicsi ország és a 2011-es Instant szeánsz a Mahasz Top 40 albumlistájának élén debütált, és mindkettő aranylemez minősítést szerzett. 2013 decemberében jelent meg a Quimby Kaktuszliget című albuma, amely 2014 januárjában elérte a platinalemez státuszt.

## Története
A zenekar 1991-ben alakult Dunaújvárosban. A zenekar elődje a dunaújvárosi Münnich Ferenc Gimnázium – ma Széchenyi István Gimnázium – Október nevű rockzenekara volt, amelynek tagjai Kiss Tibor, Kiss Endre (Kiss Tibor bátyja), Mikuli Ferenc basszusgitáros és Varga Livius voltak. Érettségi után a zenekar szétszéledt és csak 1991-ben sikerült újra egymásra találniuk. Az új együttesnek eleinte különböző nevei voltak, mint például a Cry Baby. A Quimby nevet először a Tilos az Á-ban használták és ez végül is rajtuk ragadt. Ahogy Kiss Tibor 2007-ben nyilatkozta: „Egyik ismerősünk rendszeresen küldözgetett haza nekünk egy Quimby Comics nevű bostoni szubkulturális újságot. Annak a főszerkesztője volt Birth Quimby. Miért ne legyünk akkor Quimby? Jól hangzott és nem jelentett semmit. Végül e név rajtunk maradt.”

### Kísérlet a nemzetközi zenei piacra való betörésre, 1993-1995
1992-ben készítettek egy egyszerű fekete-fehér fénymásolóval készített borítójú demót, a Rotten Vain-t, mely első műsoros kazettájuk anyagait tartalmazta. 1993-ra az együttes felállása: Kiss Tibor, Kiss Endre, Varga Livius, Molnár Tamás, Mikuli Ferenc és Medve Ákos  voltak. Kezdetben az együttes a nemzetközi zenei piacra szeretett volna betörni, ennek érdekében számaikat angol szöveggel írták, és megjelentették a kizárólag angol nyelvű felvételeket tartalmazó A Sip Of Story (Egy korty történet) albumot műsoros kazettán. 1994-ben helycsere történt, miszerint Kiss Endre helyére a balatonfüredi születésű Balanyi Szilárd érkezett. A zenekar 1995-ös következő albumát, a Jerrycan Dance-t már a Polygram adta ki, műsoros kazettán. Az aktuális munkát újabb tagcsere (Medve Ákos helyére Gerdesits Ferenc érkezett) és Kiss Tibiék amerikai útja előzte meg. 1993-ban léptek fel először a Sziget Fesztiválon.

### Magyar dalok, az együttes hazai karrierje, 1996-tól
Mivel a nemzetközi zenei piacon történő megjelenés nem hozta meg a remélt sikert, a csapat fokozatosan áttért a magyar szövegű dalok írására. Az 1996-os keltezésű Majomtangó lett első CD-n megjelenő albumuk, melyen már 3 felvétel kivételével magyar nyelvű számok találhatók. A hírnevet a Quimby számára a Diligramm című lemezük hozta meg, amely 1998 tavaszán az év albuma lett. Eddigi legnagyobb közönségsikerük az 1999 novemberében megjelent Ékszerelmére című album. 2001-ben remixlemezzel jelentkeztek Morzsák és Szilánkok címmel. A Káosz Amigoson, a következő lemezükön Molnár helyén az Andersen együttes egykori fúvósa, Kárpáti József trombitált. A Kilégzés c. albumuk három év kihagyás után, 2005 novemberében jelent meg. A dalok Puskás Tamás Vízkereszt c. Shakespeare-adaptációjában is felhangzottak a Vidám Színpad deszkáin, amíg a zenekar nyomására öt év közönségsiker után levették a műsorról. A lemezzel elnyerték Az év hazai modern rock albuma díjat. 2006-ban a 15 éves jubileum alkalmából válogatáslemezt és DVD-t adtak ki Family tugedör címmel. 2007-ben Gundel művészeti díjjal jutalmazták őket. 2009-ben megjelentettek két "kisebb" lemezt Ajjajjaj és Lármagyűjtögető címmel, amin néhány új dal, régi dalok új köntösben, valamint koncertfelvételek és egy stúdiómunkákat megörökítő dokumentumfilm is található. Ajjajjaj című daluk az év hazai dala lett. 2010 decemberében a Kicsi ország című lemezük a MAHASZ Top 40 album- és válogatáslemez-listájának az élén debütált. 20 éves jubileumuk alkalmából a Papp László Budapest Sportarénában léptek fel 2011. november 12-én, majd november 14-én kiadták első koncertlemezüket, az Instant szeánsz-ot, ami ismét a MAHASZ Top 40 album- és válogatáslemez-listájának élén debütált. Mindkettő album aranylemez minősítést szerzett. Legutóbbi albumuk, a Kaktuszliget, 2013 decemberében jelent meg, és 2014 januárjában elérte a platinalemez-státuszt. 2016. november 26-án ismét a Papp László Budapest Sportarénában léptek fel a 25. születésnapjuk alkalmából. 2018. június 10-én a Margitszigeti Szabadtéri Színpadon léptek fel az Óbudai Danubia Zenekar kíséretében.
A zenekar igen népszerű minden korosztály körében. Az idősebb korosztályt főleg unplugged koncertjeikkel és színházi megjelenéseikkel hódították meg.
Egyik legnépszerűbb daluk a Most múlik pontosan című dal.
Az együttes a Covid19-pandémia alatt ideiglenes parkolópályára került, amelyben Kiss Tibi szenvedélybetegsége is komoly szerepet játszott. Az énekes 2020 elején terápiás céllal elvonult a nyilvánosság elől, alkohol- és kábítószer-függősége miatt. 2023 áprilisában kezdtek újra közösen koncertezni, a SopronFest keretében.

## Diszkográfia
| Év   | Album                                                      | Legmagasabb helyezés                   | Minősítés      |
| Év   | Album                                                      | MAHASZ Top 40 album- és válogatáslemez | Minősítés      |
| ---- | ---------------------------------------------------------- | -------------------------------------- | -------------- |
| 1993 | A Sip Of Story - Csak kazettán jelent meg                  | -                                      |                |
| 1995 | Jerrycan Dance - Kiadó: PolyGram / 3T                      | -                                      |                |
| 1996 | Majom-tangó - Kiadó: PolyGram / 3T                         | -                                      |                |
| 1997 | Diligramm - Kiadó: PolyGram / 3T                           | 37                                     |                |
| 1999 | Ékszerelmére - Kiadó: Universal / 3T                       | -                                      |                |
| 2001 | Morzsák és szilánkok - Kiadó: Universal / 3T               | 10                                     |                |
| 2002 | Káosz amigos - Kiadó: Universal / 3T                       | 9                                      |                |
| 2005 | Kilégzés - Megjelent: 2005. november 16.                   | 12                                     | - Platinalemez |
| 2006 | Family tugedör (CD & DVD) - Megjelent: 2006. december 6.   | 30                                     |                |
| 2009 | Ajjajjaj - Megjelent: 2009. március 27.                    | -                                      |                |
| 2009 | Lármagyűjtögető (CD & DVD) - Megjelent: 2009. december 10. | 2                                      |                |
| 2010 | Kicsi ország - Megjelent: 2010. december 18.               | 1                                      | - Aranylemez   |
| 2011 | Instant szeánsz - Megjelent: 2011. november 14.            | 1                                      | - Aranylemez   |
| 2012 | Két koncert (DVD) - Megjelent: 2012. december 3.           | 9                                      |                |
| 2013 | Kaktuszliget - Megjelent: 2013. december 2.                | 1                                      | - Platinalemez |
| 2016 | English Breakfast - Megjelent: 2016. szeptember 23.        | 31                                     |                |
| 2016 | Jónás jelenései - Megjelent: 2016. november 26.            | 4                                      |                |

### Egyéb kiadványok
| Év   | Album                                                                        | Legmagasabb helyezés                   | Minősítés |
| Év   | Album                                                                        | MAHASZ Top 40 album- és válogatáslemez | Minősítés |
| ---- | ---------------------------------------------------------------------------- | -------------------------------------- | --------- |
| 2016 | Tükröm, Tükröm – Kortársak Quimby Feldolgozásai - Megjelent: 2016. május 20. | -                                      |           |

### Videóklipek
| Album                                      | Cím                                | Rendező           |
| ------------------------------------------ | ---------------------------------- | ----------------- |
| Jerrycan Dance                             | The ballad of Jerry                | Quimby            |
| Jerrycan Dance                             | Party in my bones                  | Major Ákos        |
| Jerrycan Dance                             | Finale                             | Balogh György     |
| Majom-tangó                                | Rések                              | Major Ákos        |
| Majom-tangó                                | Bordély boogie                     | Major Ákos        |
| Diligramm                                  | Hol volt, hol nem volt             | Antal Nimród      |
| Diligramm                                  | Parafenomén                        | Quimby            |
| Ékszerelmére                               | Androidő                           | Antal Nimród      |
| Ékszerelmére                               | Halleluja                          | Antal Nimród      |
| Morzsák és szilánkok                       | Pedofíling (Maw'o' Time Remix)     | Bredár Zsolt      |
| Káosz amigos                               | Hoppá                              | Antal Nimród      |
| Kilégzés                                   | Most múlik pontosan                | Herz Péter        |
| Kilégzés                                   | Autó egy szerpentinen              | Herz Péter        |
| Kilégzés                                   | Sehol se talállak                  | Horváth András    |
| Kilégzés                                   | Legyen vörös (élő verzió)          | Vandad Kashefi    |
| Lármagyűjtögető                            | [Magam adom '09                    | Kovács Ferenc     |
| Ajjajjaj                                   | Ajjajjaj                           | ?                 |
| Ajjajjaj                                   | Nice day                           | Kubányi Bálint    |
| Ajjajjaj                                   | I've got a girl                    | Mihály Schwechtje |
| Kaktuszliget                               | Kivándorló blues                   | Vandad Kashefi    |
| Kaktuszliget                               | Unbekannte Schmerzen               | Vandad Kashefi    |
| Kaktuszliget                               | Senki se menekül                   | Vandad Kashefi    |
| N/A                                        | Mert egyszer túl a játszóházon     | Merényi Dávid     |
| Ganxsta Zolee és a Kartel –p Tribute album | Hasta La Ganxsta (Ganxsta Tribute) | Ipacs Gergely     |
| Jónás jelenései                            | Vega-gringó                        | Ipacs Gergely     |

Az ördög magyar hangja című dalhoz is készült videó, melyet Koncz Teréz Irén rendezett, ez vizsgaklipként készült a Színház- és Filmművészeti Egyetemen.

## Tagok
- Balanyi Szilárd – zongora, orgona, szintetizátor, vokál
- Gerdesits Ferenc – dob
- Kárpáti József – trombita
- Kiss Tibor – gitár, ének, mandolin, zongora
- Mikuli Ferenc – basszusgitár
- Varga Livius – ütőhangszerek, rap, vokál

Korábbi tagok
- Kiss Endre – gitár
- Molnár Tamás – szaxofon
- Medve Ákos – dob

## Díjak és jelölések
| Év   | Díj                  | Kategória                                                          | Jelölt                               | Eredmény |
| ---- | -------------------- | ------------------------------------------------------------------ | ------------------------------------ | -------- |
| 1997 | Fonogram díj         | "Az év hazai felfedezettje"                                        | "Majom-tangó"                        | Jelölve  |
| 1998 | Fonogram díj         | "Az év hazai albuma"                                               | "Diligramm"                          | Elnyerte |
| 2000 | Fonogram díj         | "Az év hazai modern rock albuma"                                   | "Ékszerelmére"                       | Jelölve  |
| 2001 | VIVA Comet-díj       | "Az év együttese/előadója"                                         | Quimby                               | Jelölve  |
| 2003 | Fonogram díj         | "Az év hazai rock albuma"                                          | "Káosz Amigos"                       | Jelölve  |
| 2006 | Fonogram díj         | "Az év hazai modern rock albuma"                                   | "Kilégzés"                           | Elnyerte |
| 2007 | Gundel művészeti díj | "Könnyűzene"                                                       | Quimby                               | Elnyerte |
| 2010 | Fonogram díj         | "Az év hazai dala"                                                 | "Ajjajjaj"                           | Elnyerte |
| 2011 | Fonogram díj         | "Az év hazai alternatív albuma"                                    | "Kicsi ország"                       | Jelölve  |
| 2012 | Fonogram díj         | "Az év hazai alternatív albuma"                                    | "Instant szeánsz"                    | Jelölve  |
| 2013 | Fonogram díj         | "Az év hazai alternatív albuma"                                    | "Két koncert"                        | Jelölve  |
| 2014 | Fonogram díj         | "Az év hazai alternatív vagy indie-rock albuma vagy hangfelvétele" | "Kaktuszliget"                       | Jelölve  |
| 2015 | Fonogram díj         | "Az év hazai rap vagy hiphop albuma vagy hangfelvétele"            | "Hasta la Ganxsta (Ganxsta Tribute)" | Jelölve  |
| 2015 | Fonogram díj         | "Az év dala"                                                       | "Senki se menekül"                   | Jelölve  |
| 2017 | Fonogram díj         | "Az év hazai modern pop-rock albuma vagy hangfelvétele"            | "Jónás jelenései"                    | Jelölve  |

- Pro Urbe Budapest-díj (2023)